# Капернаум
Капернау́м (др.-евр. כפר נחום‬ — Кфар-Наху́м, др.-греч. Κεφαρνωκον, лат. Cafarnaum) —
древний город, располагавшийся на северо-западном побережье Тивериадского моря (сейчас — озеро Кинерет), в Галилее, в Израиле. Город упоминается в Новом Завете. Иисус Христос проповедовал в синагоге Капернаума и совершил в этом городе много чудес.
Сейчас Капернаум состоит из двух частей: западной и восточной. 
Западная часть принадлежит францисканской Кустодии Святой Земли и содержит археологический комплекс, состоящий из остатков стен раскопанных домов, сооружённых из местного вулканического базальта, Белой синагоги и католической церкви Святого Петра, построенной на предполагаемом месте дома апостола Петра. 
Восточная часть Капернаума принадлежит Иерусалимской православной церкви и содержит монастырь Святых Апостолов.

## Этимология
Оригинальное название поселения — Кфар-Нахум означает «Деревня Наума», древние греки называли его Кефарнокон. В сочинениях еврейского историка Иосифа Флавия это поселение называлось Кафарнаум (греч. Kαφαρναουμ). Таким же образом оно обычно называлось в древнеримских текстах. В Новом Завете использовалось название Капернаум (греч. Kαπερναουμ). 
Блаженный Феофилакт в толковании на Евангелие (Мф. 4:13) переводит название как «Дом утешения» (нахум в иврите означает "утешенный"). 
С приходом арабов в VII веке оно стало называться Талхум. Впоследствии с XIX века поселение стало называться Телль-Хум — составное слово от Телль — «курган» и Hum — возможное обозначение имени Наум.

## История

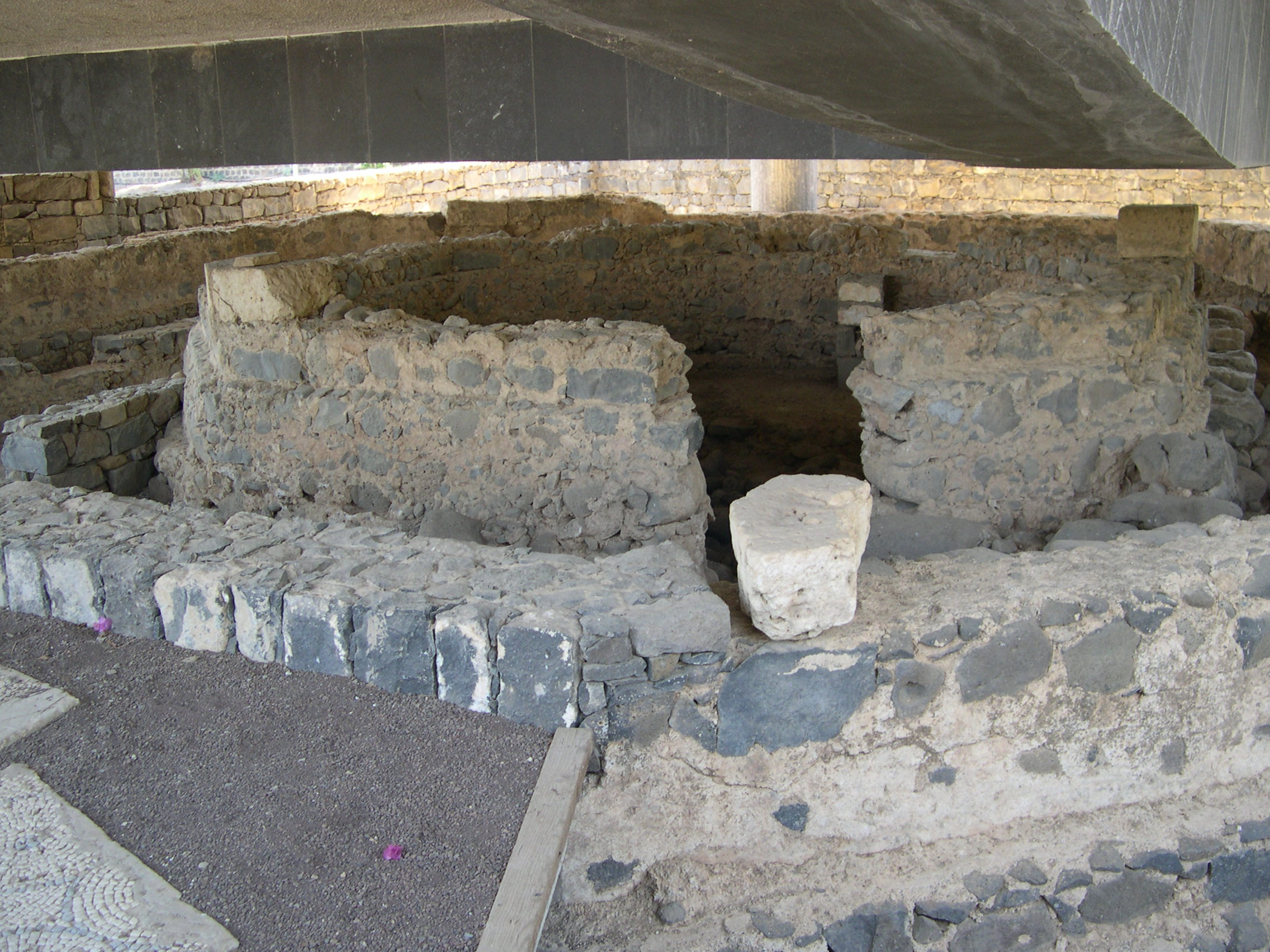
Руины восьмиугольной византийской церкви на месте дома апостола Петра в Капернауме. Прямо над этими развалинами на столбах построен современный католический храм

### Библейский период
Известно, что в хасмонейский период, во II веке до нашей эры, на берегах озера существовало раннее поселение. До IV века нашей эры поселение было еврейским. 
К I веку нашей эры он процветал благодаря своему местоположению на границе государства Ирода Антипы. Через Капернаум пролегали торговые пути с побережья Средиземного моря до Сирии и Малой Азии.
В Капернауме, согласно Евангелиям, проходила основная проповедническая деятельность Иисуса Христа. В Евангелии от Матфея Капернаум, назван Его городом (Мф. 4:13, 9:1). 
Тогда город представлял собой рыбачий посёлок и таможню на пути из Кесарии в Дамаск. 
В Капернауме Иисус обрёл пятерых из своих апостолов — Петра, Андрея, братьев Зеведеевых Иоанна Богослова и Иакова и Левия Матфея.
В I веке в Капернауме была устроена домашняя церковь.

### Упадок
Об упадке Капернаума пророчествовал Иисус Христос в Евангелии от Матфея: «И ты, Капернаум, до неба вознесшийся, до ада низвергнешься» (Мф. 11:23).
К V веку в городе проживало около 1500 человек, но в VII веке, после нашествия персов и арабов, город покинули христиане и евреи. 
С наступлением арабского периода деревня постепенно начала терять свое значение, что привело к ее полному запустению в XIII веке.

## Современное состояние

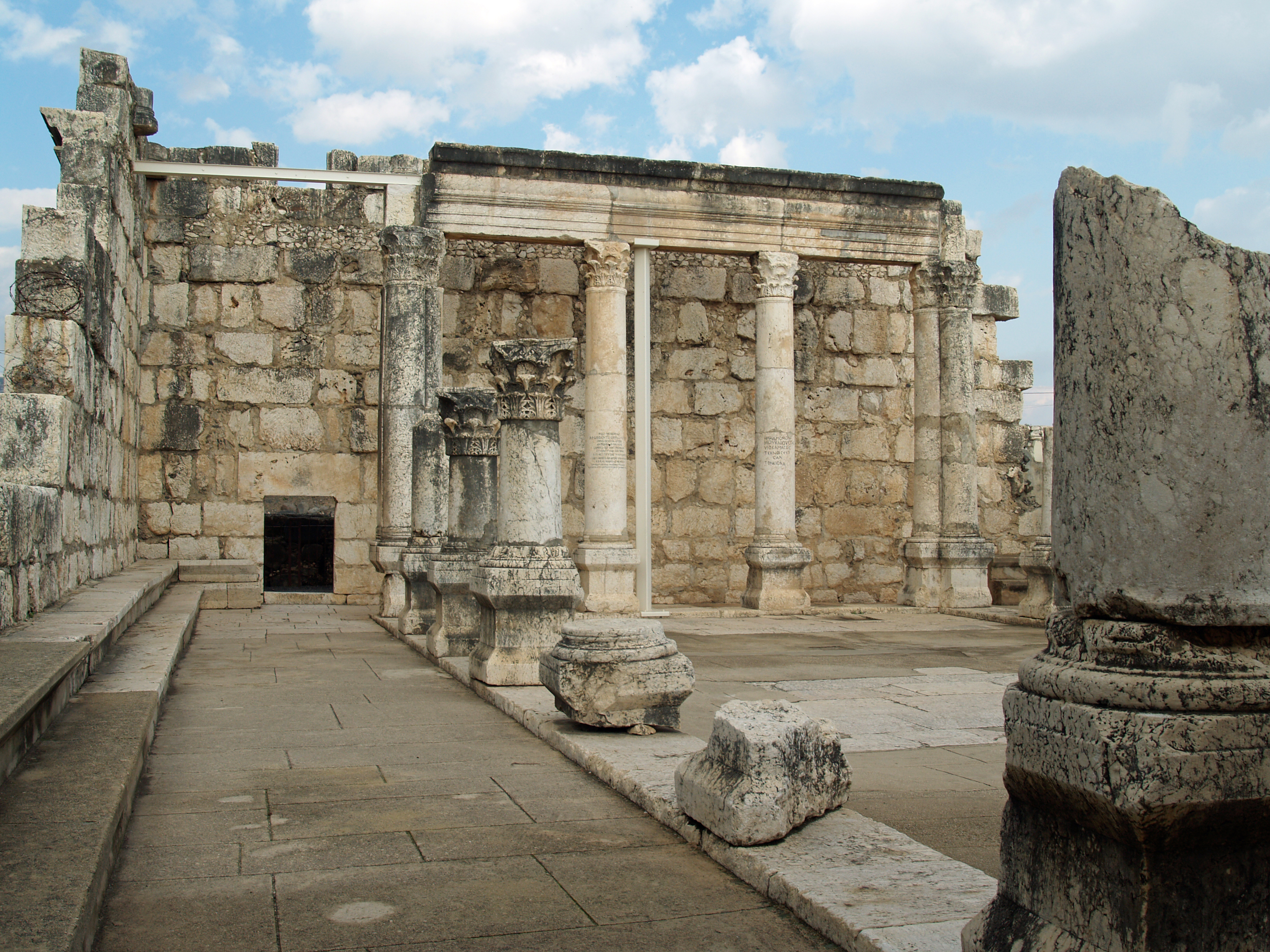
Белая синагога

В настоящее время Капернаум относится к системе израильских национальных парков.
В 1838 году были обнаружены развалины Белой синагоги, но археологические исследования начались лишь в начале XX века. Считается, что существующее здание представляет собой синагогу, значительно перестроенную в конце V — начале VI века из синагоги, построенной во II — начале III веков. В свою очередь, это здание стоит на развалинах более древнего сооружения, возможно синагоги, в которой проповедовал Иисус Христос. Территория вокруг синагоги принадлежит францисканскому ордену.
В 1968 году на расстоянии 30 м от Белой синагоги был раскопан дом, идентифицированный как дом апостола Петра. Археологические раскопки показали, что в конце I века одна комната дома была преобразована в домашнюю церковь, над которой во второй половине V века была сооружена восьмиугольная византийская церковь, просуществовавшая в течение двух веков. 
В 1990 году на этом месте была построена католическая церковь апостола Петра, представляющая собой железобетонное сооружение в виде восьмиугольного навеса на мощных опорах. В центре храма ниже уровня пола находится фундамент почитаемой комнаты дома апостола Петра и остатки стен византийской церкви.

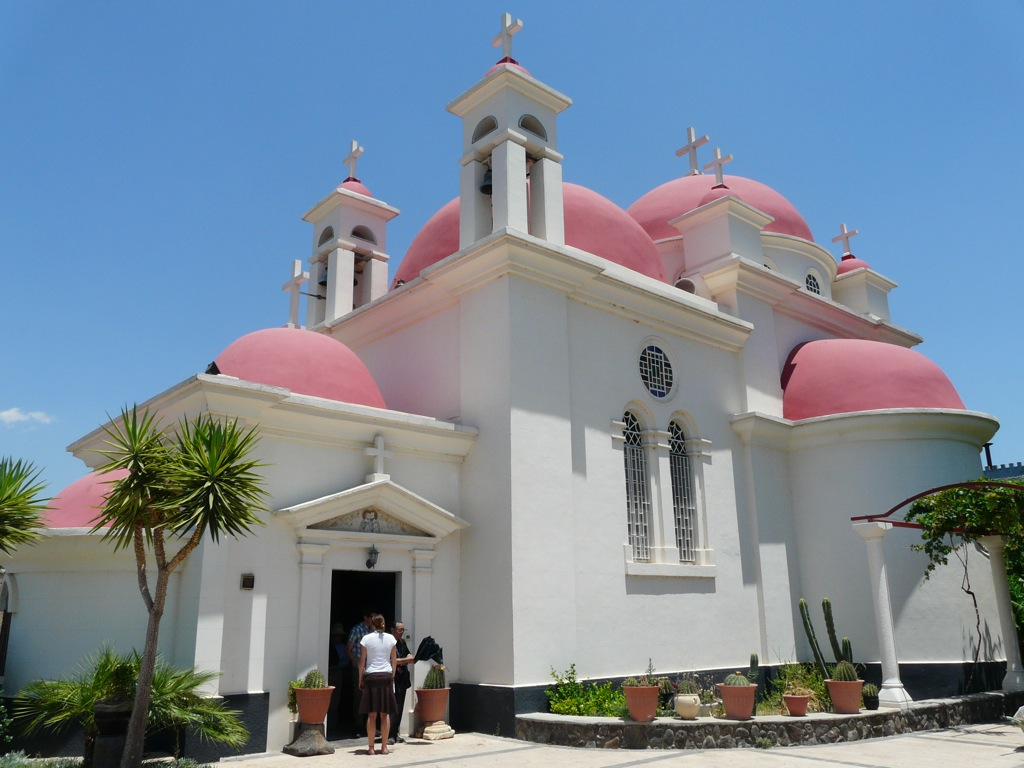
Греческая церковь Святых Апостолов

Греческая православная церковь монастыря Святых Апостолов построена в 1925 году в восточной части Капернаума. Выполнена в традиции церквей островной Греции, состоит из кубов и куполов в виде полусфер. Однако, в отличие от собственно Греции, где купола обычно красят в синий цвет, здесь они оказались розовыми. Это превратило небольшую церковь в яркую цветовую доминанту панорамы. Территория монастыря интересна не археологическими раскопками, а царящей здесь атмосферой с садом и павлинами. Убранство церкви непривычно яркое и радостное. Всё это обширное хозяйство содержит единственный монах по имени Иринарх (Митас) из греческой Македонии.

## В культуре
Название города было использовано Фёдором Достоевским в романе «Преступление и наказание». Соня Мармеладова снимала квартиру у портного Капернаумова. Тем самым Достоевский связывает образ Сони Мармеладовой с образом евангельской раскаявшейся блудницы, с которой в католической традиции долгое время отождествляли Марию Магдалину, уроженку города Магдалы близ Капернаума. Образ дочери завсегдатая кабаков Семёна Мармеладова, живущей по жёлтому билету, усиливается и дореволюционным значением слова «капернаум»: кабак, публичный дом.
Название было использовано Оноре де Бальзаком в повести «Феррагус, вождь деворантов», входящей в трилогию «История тринадцати» (1833). Французское разговорное слово «капернаум» (в оригинале capharnatim), означающее хаотическое нагромождение вещей, хаос, было применено Бальзаком в описании жилых помещений. Название также было использовано Бальзаком в этюде «Кошелек» для описания места, где в беспорядке сложено много разных вещей.
Название было использовано во французском языке как художественная метафора «настоящей свалки». 
Название города также использовано в качестве  названия ливанского фильма 2018 года режиссёра Надин Лабаки.

## Галерея

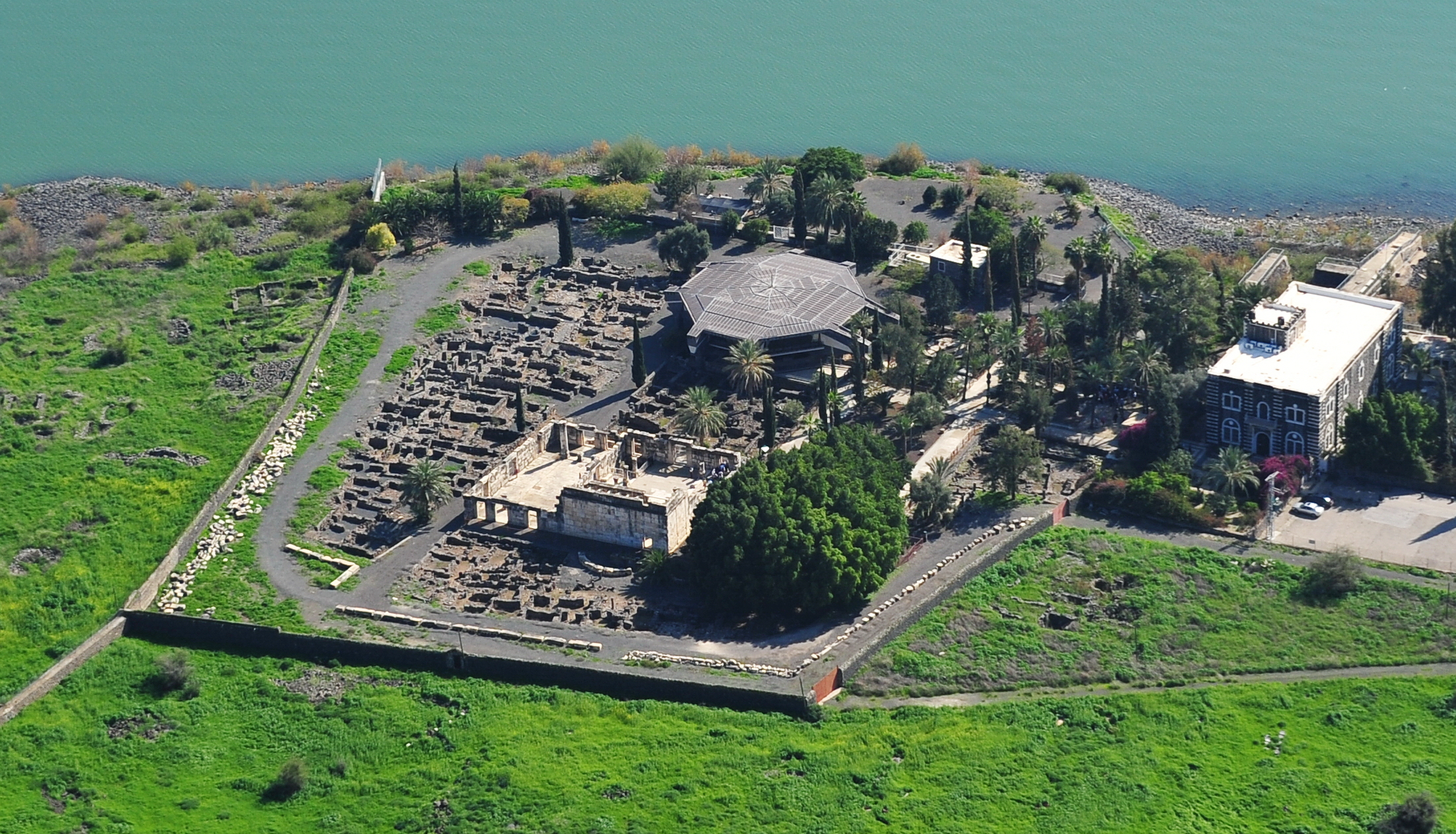
Аэрофотоснимок археологических раскопок Капернаума
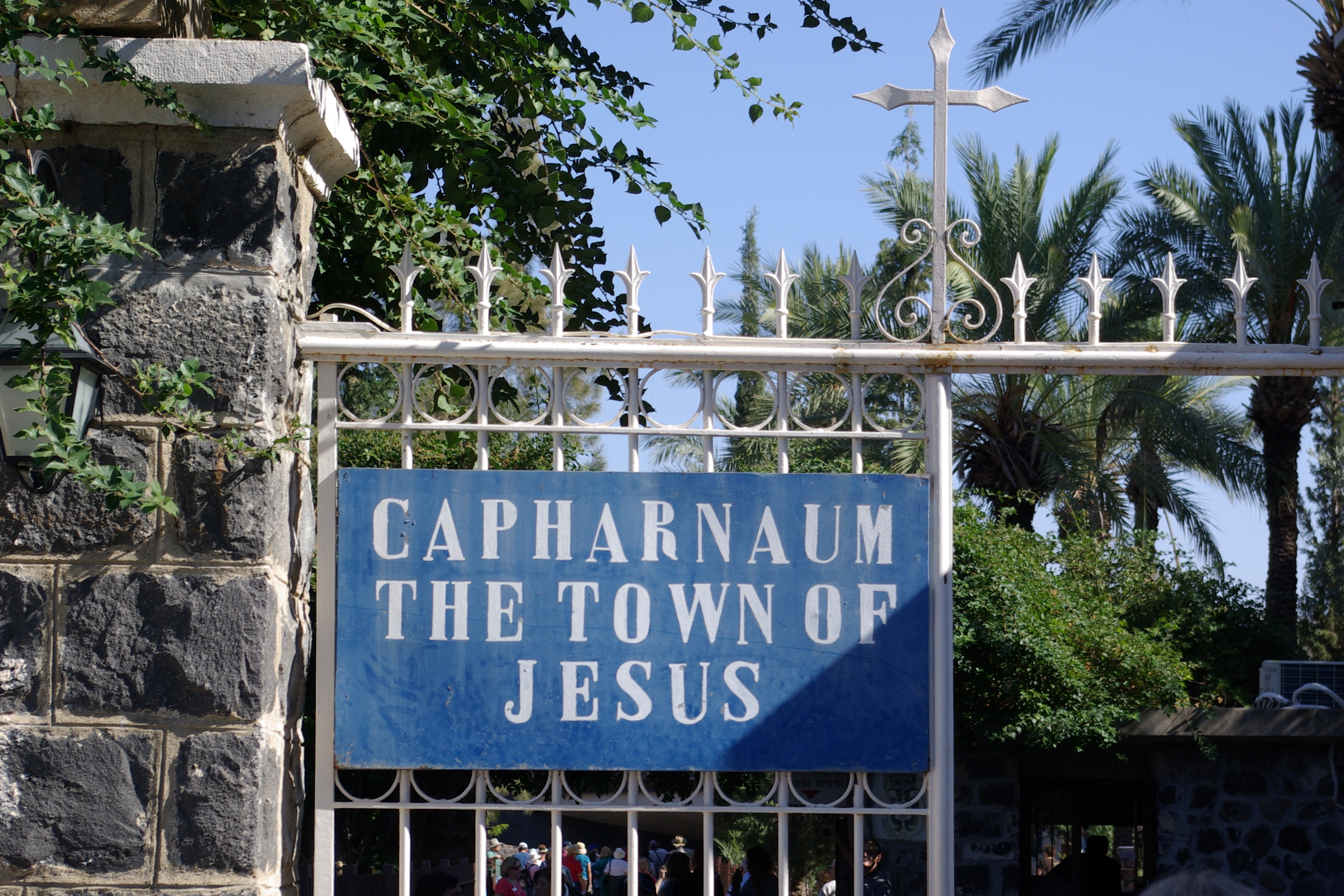
Надпись на воротах францисканского монастыря: Капернаум. Город Иисуса.
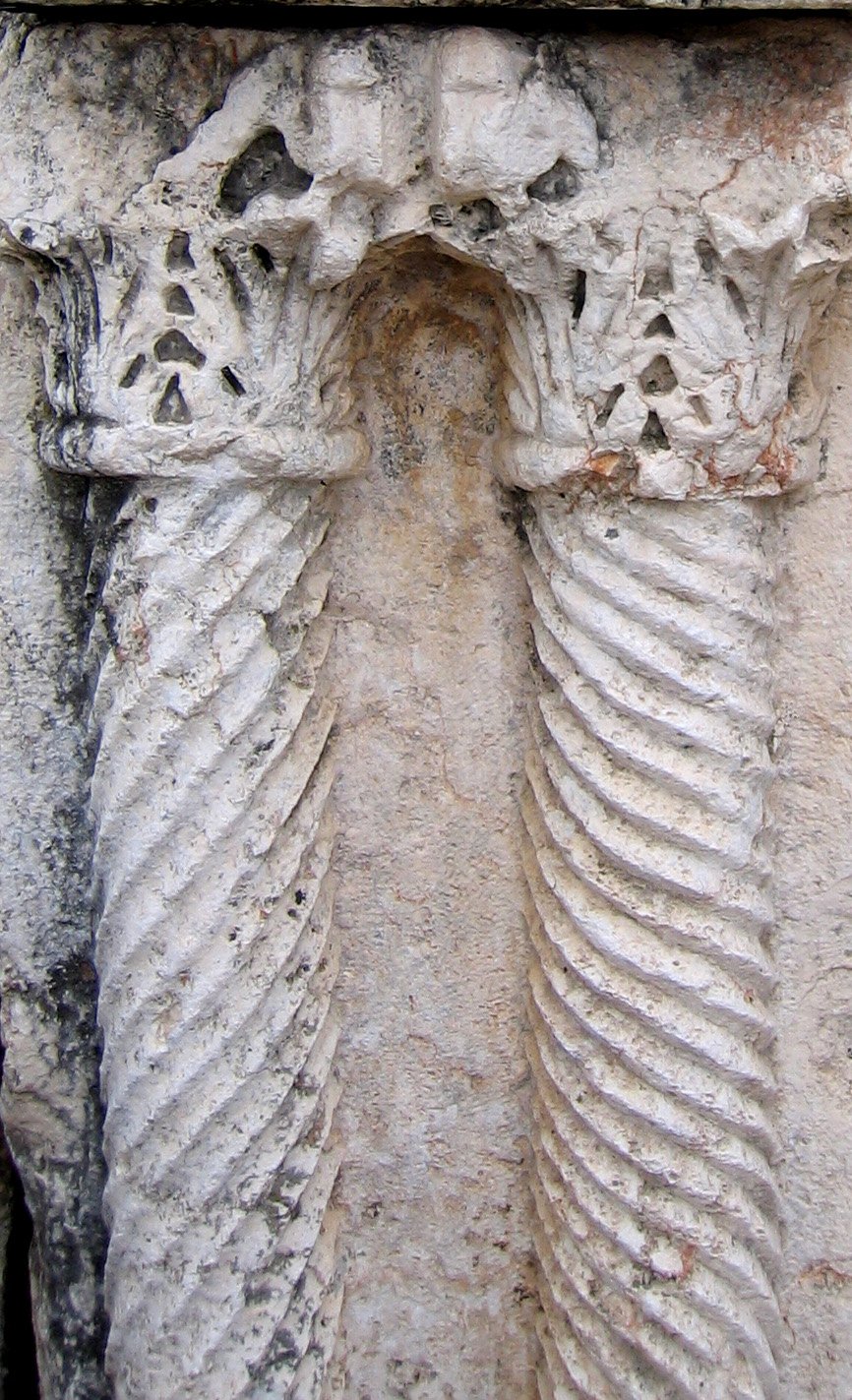
Украшения Белой синагоги
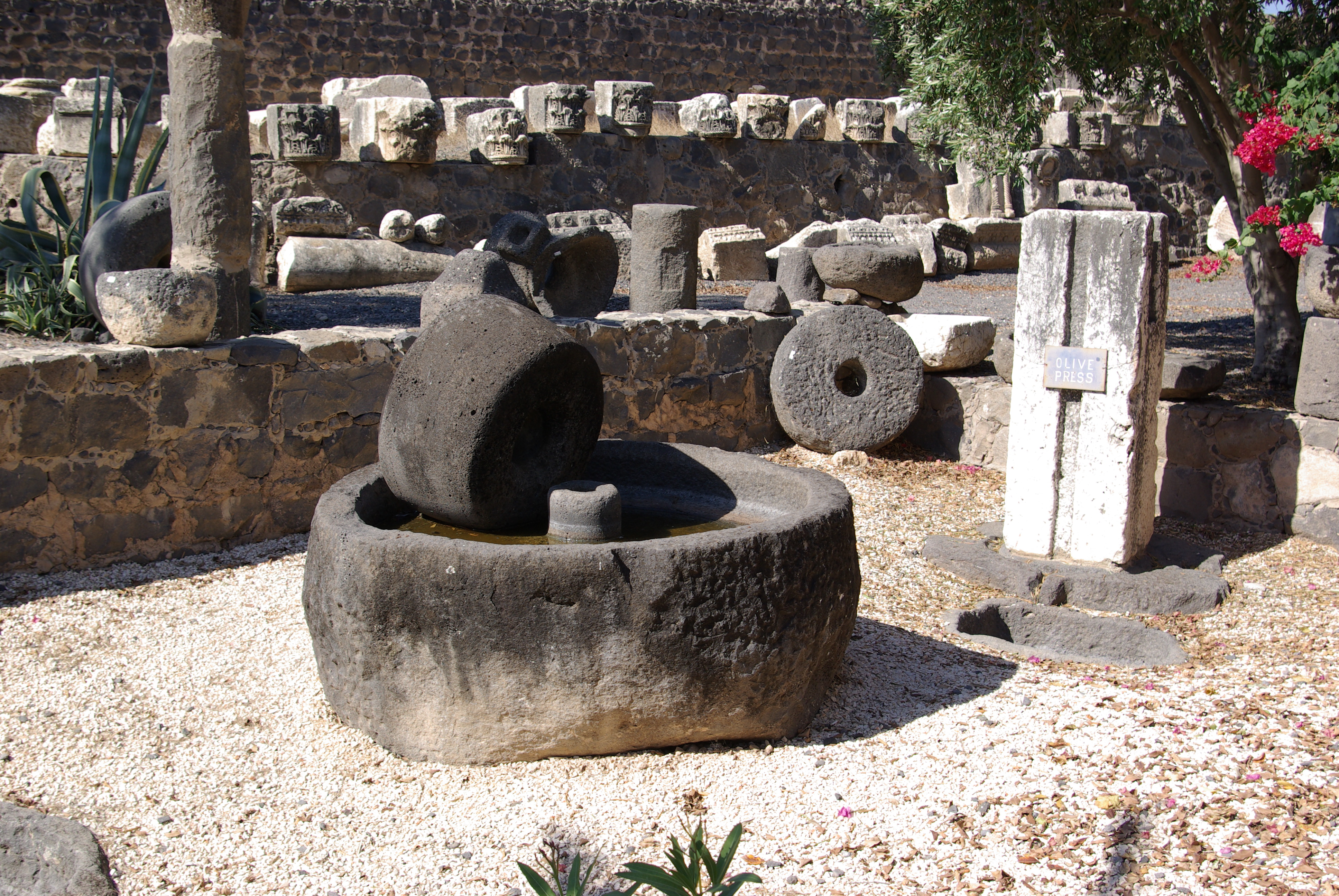
Мельница и пресс для оливок
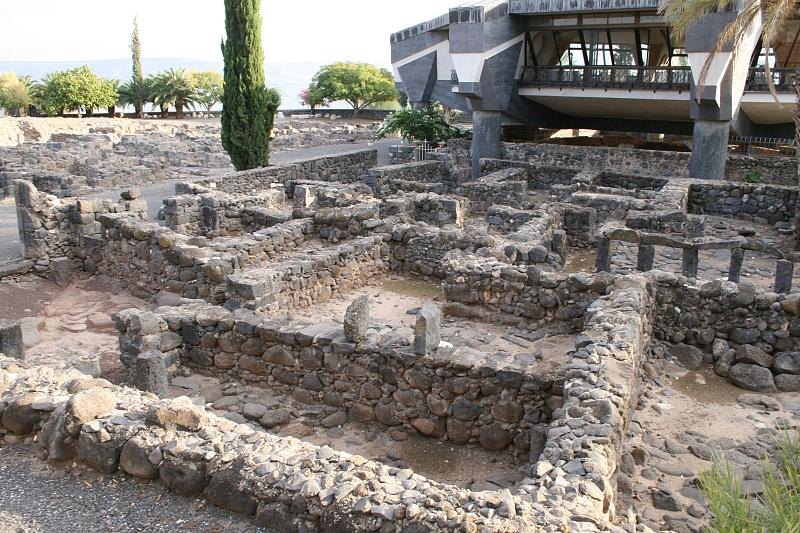
Руины Капернаума, на заднем плане современная католическая церковь, построенная над тем местом, где, как считается, стоял дом апостола Петра
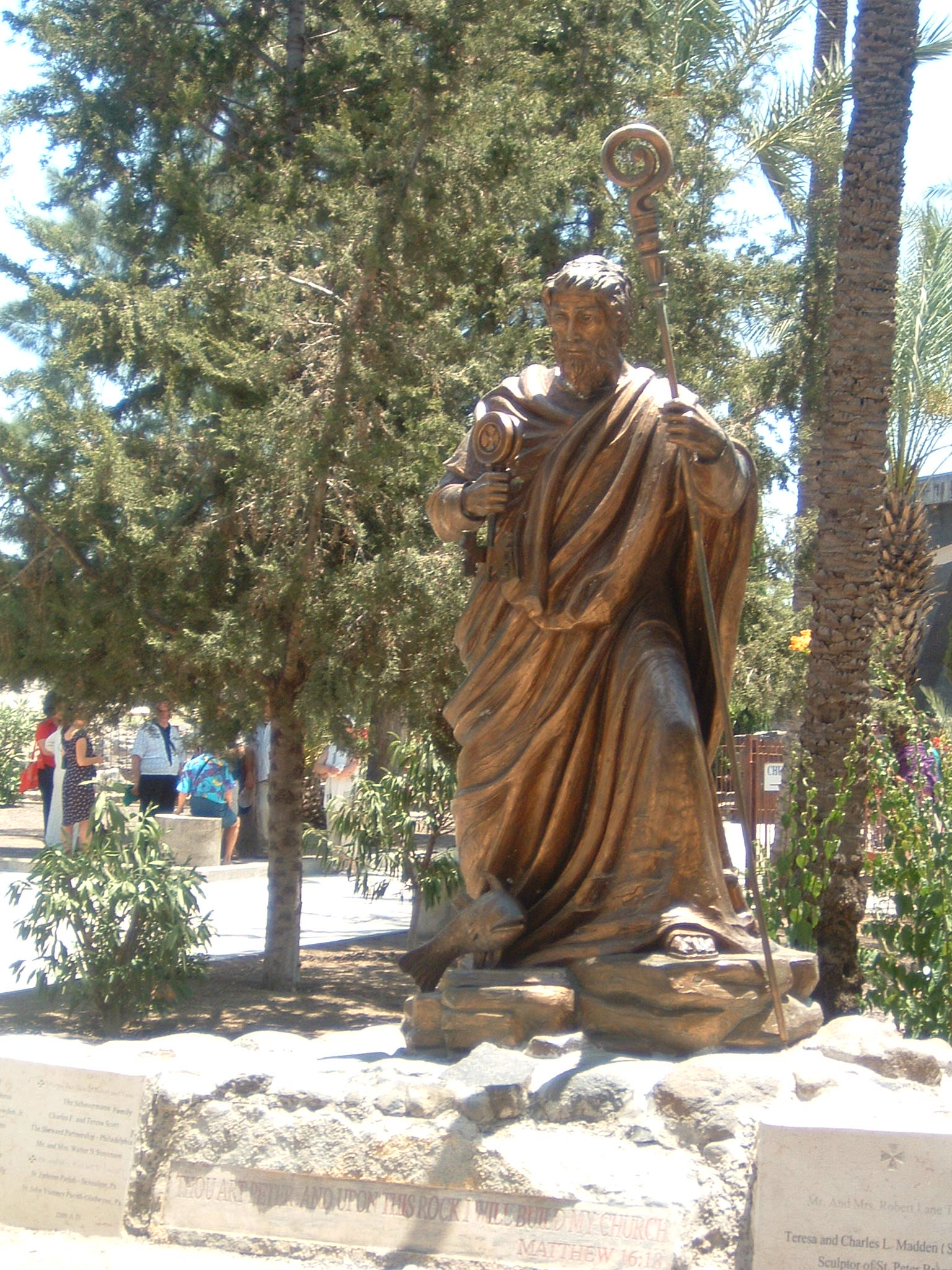
Статуя апостола Петра около католической церкви
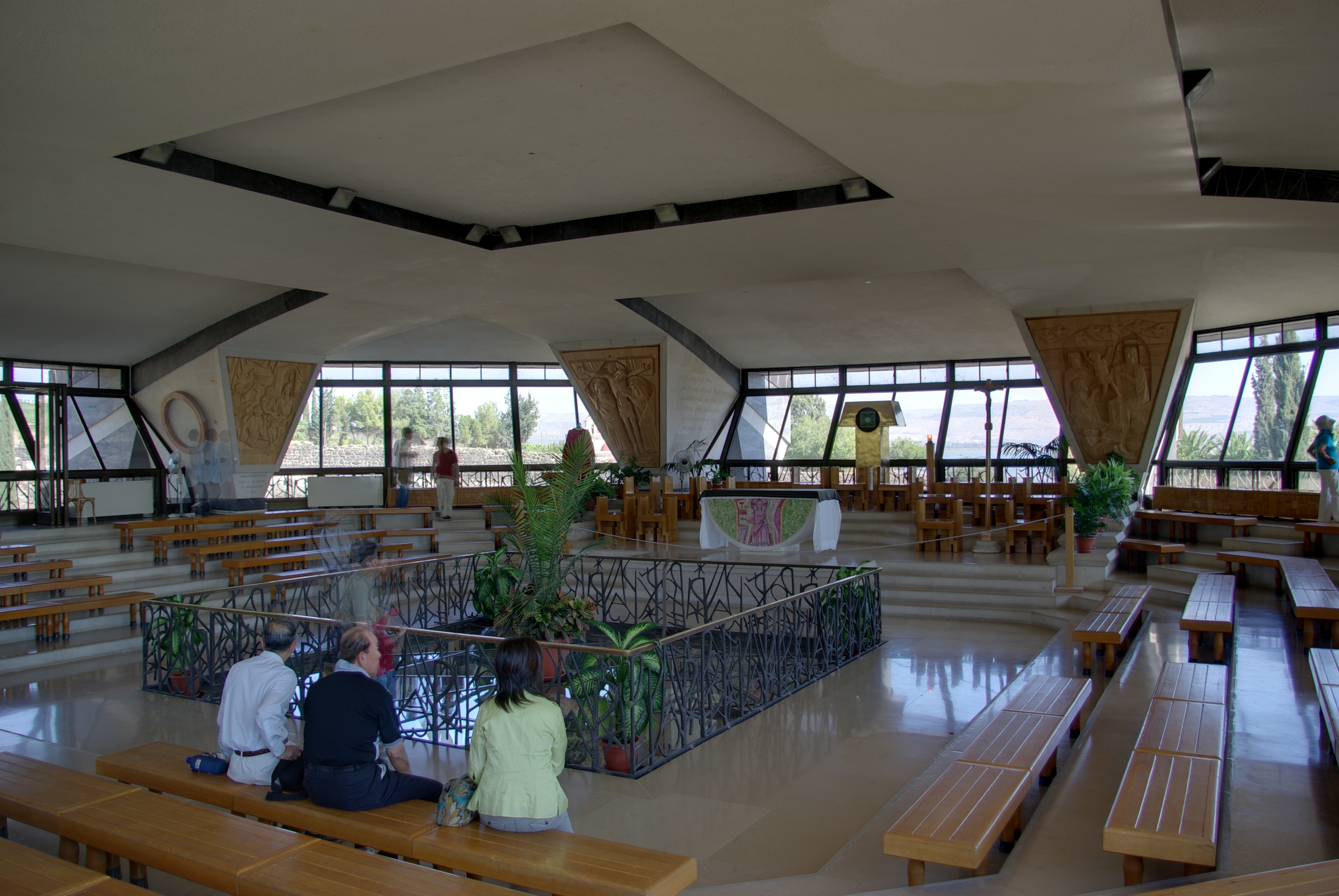
Интерьер современного католического храма в Капернауме
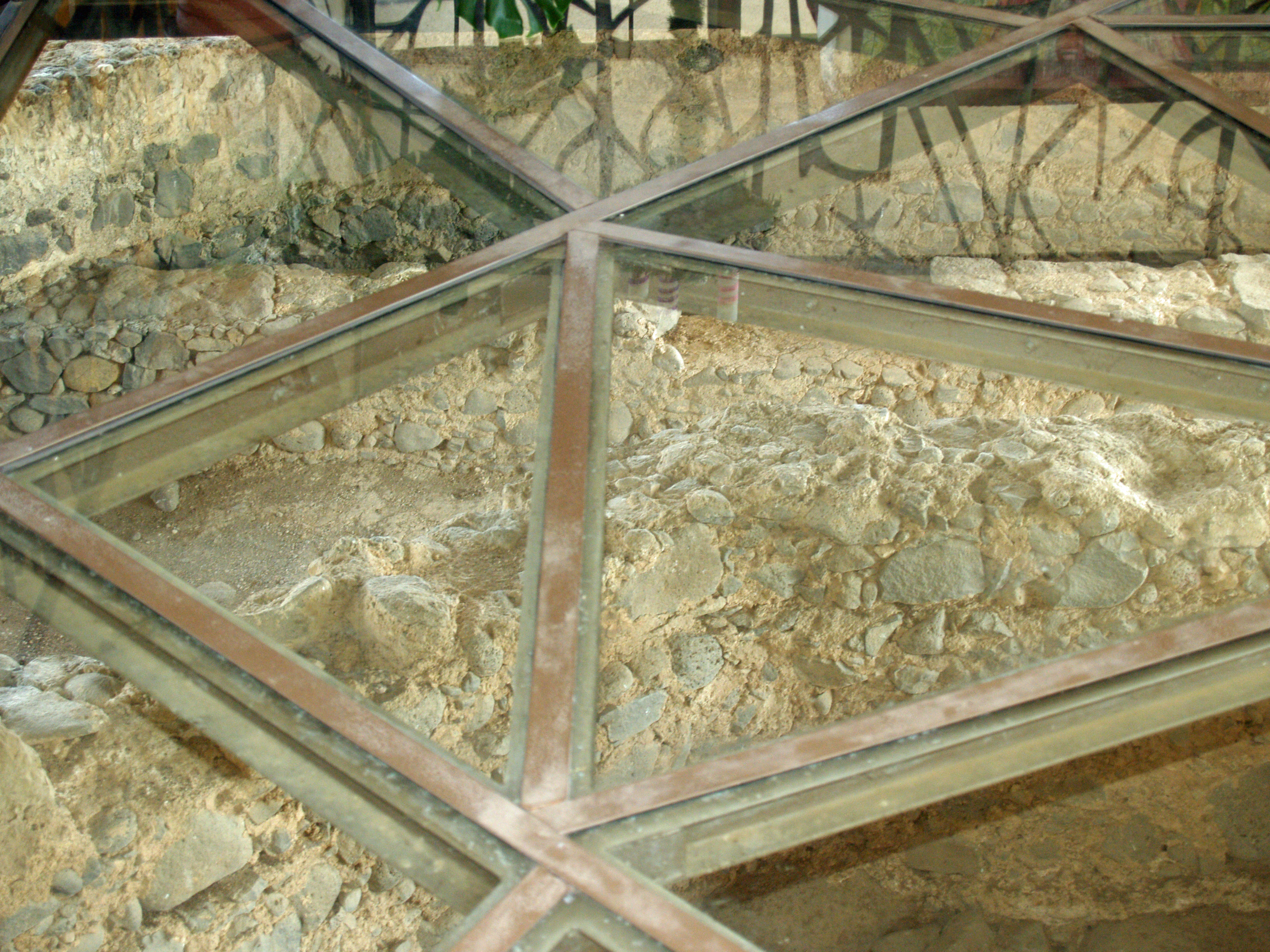
Руины византийской церкви на месте дома апостола Петра, вид через стеклянный витраж в полу католического храма
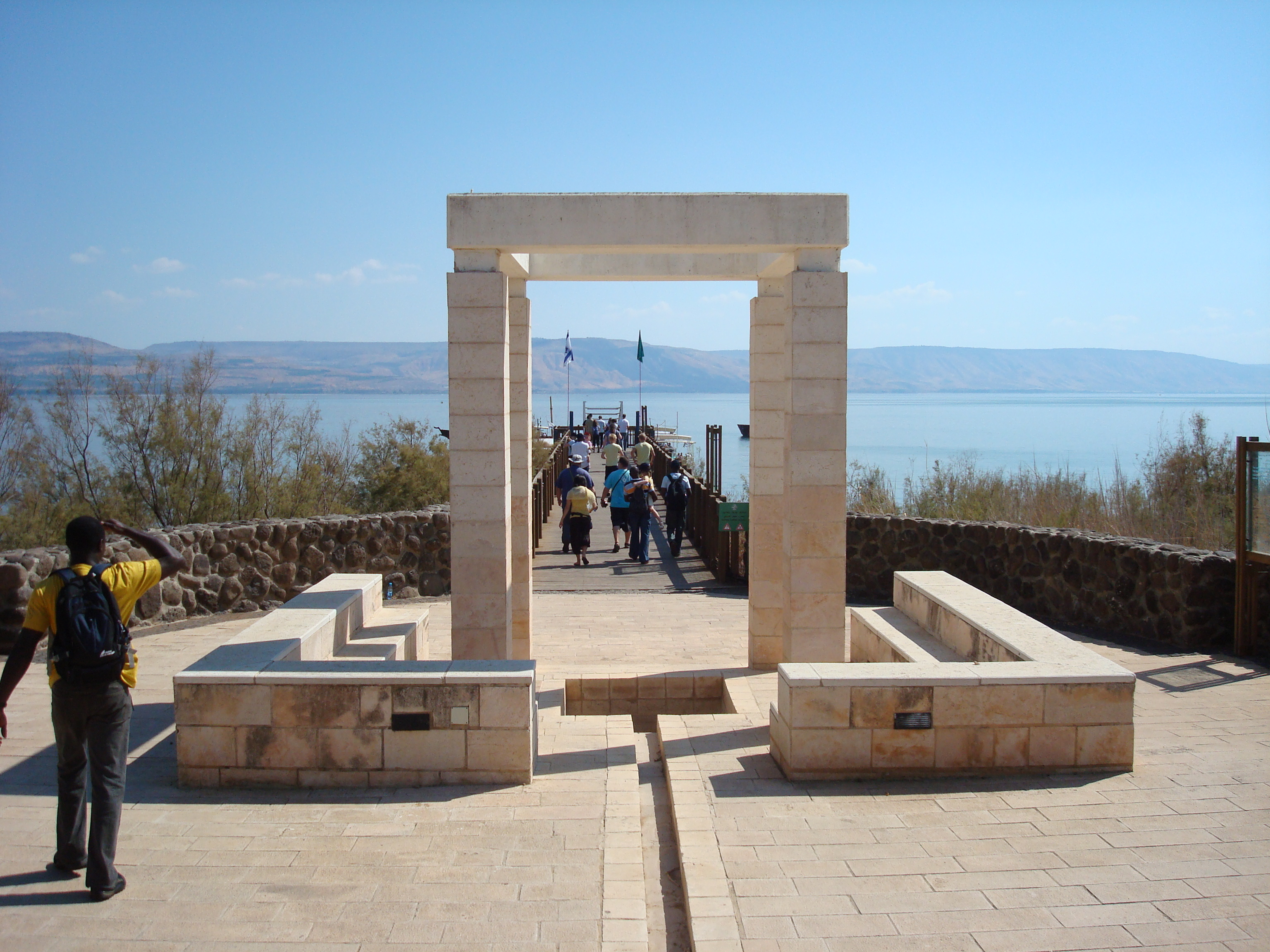
Причал на берегу Галилейского моря (Кинерета) рядом с раскопками города